# Человек, который убил Дон Кихота
«Человек, который убил Дон Кихота» (англ. The Man Who Killed Don Quixote) — фильм  режиссёра Терри Гиллиама, философская  притча-трагикомедия. Фильм рассказывает о безумном актёре, вообразившем себя Доном Кихотом, персонажем Сервантеса. Производство картины заняло 29 лет и стало одним из самых известных примеров производственного ада. Гиллиам дважды приступал к съёмкам с разным составом актёров, прежде чем фильм удалось воплотить.
В 2002 году Кит Фултон и Луис Пепе выпустили документальный фильм «Затерянные в Ла-Манче» о попытках Терри Гиллиама снять фильм о Доне Кихоте.
Мировая премьера картины состоялась 18 мая 2018 года на 71-м Каннском международном кинофестивале, в качестве фильма-закрытия.

## Сюжет
Режиссер Тоби Грисони приехал в Испанию, чтобы снять рекламный ролик, в котором действуют Дон Кихот и Санчо Панса. Однако его преследуют неудачи. После очередного съемочного дня босс Тоби знакомит того с цыганом, торгующим вразнос. На лотке продавца Тоби находит старый DVD с фильмом «Человек, который убил Дон Кихота». По невероятному совпадению сам Тоби десять лет назад, будучи студентом, написал сценарий и снял по нему этот фильм. Во время свидания с женой босса Джеки в её номере в отеле (отправляясь в поездку, тот поручил Тоби «охранять» её) Тоби улучает момент и смотрит свой старый фильм. Неожиданно возвращается супруг Джеки, Тоби в панике покидает номер, не будучи узнанным.
Действие переносится на десять лет назад, когда студент Тоби выбирает пожилого сапожника Хавьера на роль Дон Кихота в своём фильме. Поначалу Хавьеру не удается характер персонажа. Но, однажды, когда съемочная группа сидела в местном кафе, один из сотрудников Тоби разыгрывает официантку-подростка Анхелику. Хавьер бросается на её защиту и приходит к пониманию, что он — Дон Кихот.
Зритель возвращается в наши дни. Тоби выясняет, что нынешние съемки проходят недалеко с той деревней, в которой он снимал свой студенческий фильм. Отправившись на мотоцикле в Лос-Суэньос, Тоби узнаёт, что Анхелика уехала от своего отца Рауля в город, чтобы стать актрисой. Тоби находит Хавьера, который теперь развлекает туристов в образе Дон Кихота. Тоби понимает, что Хавьер убедил себя, что он настоящий Дон Кихот, а Тоби — его оруженосец, Санчо Панса. Неловкость Хавьера становится причиной пожара, который распространяется по городу, Тоби уезжает из Лос-Суэньос на мотоцикле.

## В ролях
| Актёр             | Роль               |
| ----------------- | ------------------ |
| Адам Драйвер      | Тоби Грисони       |
| Джонатан Прайс    | Хавьер / Дон Кихот |
| Жуана Рибейру     | Анхелика Фернандес |
| Ольга Куриленко   | Джеки              |
| Стеллан Скарсгард | Босс               |
| Оскар Хаэнада     | Цыган              |
| Джейсон Уоткинс   | Руперт             |
| Сержи Лопес       | фермер             |
| Росси де Пальма   | жена фермера       |
| Жорди Молья       | Алексей Мишкин     |

## Создание фильма
Впервые Терри Гиллиам задумал экранизацию романа Сервантеса ещё в 1989 году. Он подписал контракт с продюсерской компанией Phoenix Pictures, на роль Дон-Кихота рассматривался Шон Коннери, а на роль Пансы — Дэнни Де Вито и Найджел Хоторн. Однако Гиллиам посчитал, что ему выделили слишком скромный бюджет, и покинул проект. Студия подписала другого режиссёра, а также Джона Клиза и Робина Уильямса на роли Дон Кихота и Санчо Пансы. В 1997 году проект был закрыт.
В 1998 году Гиллиам впервые использовал название «Человек, который убил Дон Кихота», переписал сценарий, включив в него путешествия во времени и героя по имени Тоби Гризони, которого должен был играть Джонни Депп. В 2000-м году Гиллиам начал съемки, которые почти с самого старта начала преследовать череда неудач. Самым большим ударом по производству стала травма спины уже пожилого на тот момент исполнителя главной роли Жана Рошфора, который не смог продолжить работу. Терри Гиллиам прикрыл проект в пользу сразу двух фильмов «Братья Гримм» и «Страна Приливов», вышедших пять лет спустя.
В мае 2006 года Терри Гиллиам заявил, что все правовые споры решаются немецкой страховой компанией и съёмки возобновятся. На роль Дон Кихота взяли Роберта Дюваля. Бюджет был сокращён на 15 млн долларов США и составлял 20 млн долларов США
В январе 2008 года режиссёр объявил о возобновлении проекта, однако Жан Рошфор уже в проект не вернётся. Изначально главную роль должен был играть Джонни Депп, но его заменил Юэн Макгрегор.
В августе 2010 года съёмки картины были отложены из-за финансовых трудностей. А осенью 2010 года Гиллиам на Фестивале американских фильмов в Довиле объявил о том, что съёмки начнутся не раньше сентября 2011 года, если найдутся те, кто сможет финансировать застоявшийся проект.
В ноябре 2011 года стало известно, что уже весной начнутся съёмки; по словам Гиллиама, «нашёлся „новый человек“ и есть деньги в банке».
В ноябре 2014 года появилась информация, что фильм находится в стадии подготовки к производству, а роли Дон Кихота и Тоби сыграют Джон Хёрт и Джек О’Коннелл. Съёмки начнутся в августе 2015 года, планируемая дата выпуска — май 2016.
На 66-м Берлинском международном кинофестивале в феврале 2016 года Гиллиам, которому для создания фильма требовались как минимум 16 млн евро, познакомился с португальским продюсером Паоло Бранко, пообещавшим раздобыть необходимое финансирование к сентябрю 2016 года.
На Каннском кинофестивале в мае 2016 году Терри Гиллиам сообщил, что съёмки фильма начнутся в октябре 2016 года. Роль Дон Кихота получил Майкл Пейлин. Главные роли в фильме также получили Адам Драйвер и Ольга Куриленко. После этого производство фильма вновь приостановилось, но в марте 2017 года стало известно, что съёмки всё же стартовали. Роль Дон Кихота вместо Майкла Пейлина исполнит Джонатан Прайс. Также в фильме сыграют Стеллан Скарсгард, Росси де Пальма, Оскар Хаэнада, Жорди Молья и другие.

## Судебные разбирательства
В июне 2018 года Парижский апелляционный суд лишил Терри Гиллиама прав на фильм «Человек, который убил Дон Кихота». Суд постановил, что картина принадлежит первому продюсеру проекта Паулу Бранку, с которым Гиллиам прекратил сотрудничество в 2017 году. Согласно постановлению, Гиллиам должен выплатить Бранку сумму в размере 10 тыс. евро за нарушение условий контракта. В своём иске Бранку заявил права на фильм, основанные на подписанном Гиллиамом контракте с Alfama Films, который суд оставил в силе. Сам режиссёр утверждает, что после подписания соглашения с Бранку он не получил обещанного финансирования и продолжил производство, договорившись с другой компанией. Продюсерами картины в итоге выступили Эми Гиллиам и Мариэла Безуевски.

## Критика
Фильм получил средние оценки кинокритиков. На сайте Rotten Tomatoes у картины 63 % положительных рецензий на основе 98 отзывов со средней оценкой 6,1 из 10. На Metacritic — 58 баллов из 100 на основе 23 рецензий.

Кинокритик Антон Долин:
Законным будет вопрос о результате: что в итоге — шедевр или пшик? Проблема в том, что абсурдная амбициозность проекта не позволяет дать окончательный ответ. Вменяемый равнодушный зритель, ничего не знающий о Гиллиаме и его страданиях, наверняка сочтет «Человека, который убил Дон Кихота» откровенной неудачей.
Фильм невероятно затянут и перенасыщен событиями, его юмор часто кажется натужным, большинство персонажей будто бы не прописаны в сценарии до конца.
Сюжет поразительным образом сочетает предсказуемость с неправдоподобием.
Нюанс в том, что размышляющему подобным образом зрителю нечего делать на сеансе этого фильма. Он для посвященных в тяготы всего пути, пройденного автором. Для его адептов, фанатов, единомышленников, друзей.